# Thiết bị di động
Thiết bị di động (hoặc máy tính cầm tay) là một thiết bị máy tính đủ nhỏ để cầm và vận hành trong tay. Thông thường, bất kỳ thiết bị máy tính cầm tay nào cũng sẽ có giao diện màn hình phẳng LCD hoặc OLED, cung cấp giao diện màn hình cảm ứng với các nút kỹ thuật số và bàn phím hoặc nút vật lý cùng với bàn phím vật lý. Nhiều thiết bị như vậy có thể kết nối Internet và kết nối với các thiết bị khác như hệ thống giải trí trên xe hơi hoặc tai nghe thông qua Wi-Fi, Bluetooth, mạng di động hoặc giao tiếp trường gần (NFC). Máy ảnh tích hợp, máy nghe nhạc kỹ thuật số, khả năng thực hiện và nhận các cuộc gọi điện thoại, trò chơi video và khả năng Hệ thống định vị toàn cầu (GPS) là phổ biến. Năng lượng thường được cung cấp bởi một pin lithium. Thiết bị di động có thể chạy các hệ điều hành di động cho phép các ứng dụng của bên thứ ba chuyên biệt cho các khả năng nói trên được cài đặt và chạy.
Điện thoại thông minh ban đầu đã được tham gia vào cuối những năm 2000 bởi các máy tính bảng lớn hơn, nhưng về cơ bản là giống nhau. Đầu vào và đầu ra bây giờ thường thông qua giao diện màn hình cảm ứng. Điện thoại / máy tính bảng và trợ lý kỹ thuật số cá nhân có thể cung cấp nhiều chức năng của máy tính xách tay / máy tính để bàn nhưng thuận tiện hơn, ngoài các tính năng độc quyền. Trợ lý kỹ thuật số doanh nghiệp có thể cung cấp chức năng kinh doanh bổ sung như thu thập dữ liệu tích hợp thông qua mã vạch, RFID và đầu đọc thẻ thông minh. Đến năm 2010, các thiết bị di động thường chứa các cảm biến như gia tốc kế, từ kế và con quay hồi chuyển, cho phép phát hiện định hướng và chuyển động. Thiết bị di động có thể cung cấp xác thực sinh trắc học như nhận dạng khuôn mặt hoặc nhận dạng vân tay.
Các nhà sản xuất thiết bị di động lớn trên toàn cầu bao gồm Apple, Samsung, Sony, Google, HTC, LG, Motorola Mobility và Nokia.

## Đặc điểm
Tính di động của thiết bị có thể được xem trong bối cảnh của một số kích thước:
- Kích thước và trọng lượng vật lý
- Thiết bị có di động hay không hoặc loại máy chủ nào đó được gắn vào là thiết bị di động
- Những loại thiết bị chủ có thể bị ràng buộc với
- Làm thế nào các thiết bị được gắn vào một máy chủ
- Khi sự di chuyển xảy ra

Nói đúng ra, nhiều thiết bị di động không được gọi là thiết bị di động. Đó là người chủ mang theo thiết bị di động, tức là người chủ di động mang thiết bị điện thoại thông minh không di động. Một ví dụ về một thiết bị điện toán di động thực sự, trong đó chính thiết bị này là thiết bị di động, là một robot. Một ví dụ khác là một chiếc xe tự hành. Có ba cách cơ bản mà thiết bị di động có thể được ràng buộc về mặt vật lý với người chủ di động: đi kèm, gắn trên bề mặt hoặc nhúng vào kết cấu của chủ, ví dụ: bộ điều khiển nhúng được nhúng trong thiết bị chủ. Đồng hành đề cập đến một đối tượng bị ràng buộc lỏng lẻo và đi kèm với máy chủ di động, ví dụ: điện thoại thông minh có thể được mang trong túi xách nhưng có thể dễ dàng bị thất lạc. Do đó, máy chủ di động có các thiết bị nhúng như xe tự hành có thể xuất hiện lớn hơn kích thước bỏ túi.
Như đã nêu trước đó, kích thước phổ biến nhất của thiết bị máy tính di động là kích thước bỏ túi có thể cầm tay, nhưng các kích thước khác cho thiết bị di động cũng tồn tại. Mark Weiser, được biết đến   là cha đẻ của điện toán có mặt khắp nơi, điện toán ở khắp mọi nơi, được gọi là kích thước thiết bị có kích thước tab, kích thước pad và bảng, trong đó các tab được định nghĩa là các thiết bị có kích thước centimet đi kèm hoặc đeo được, ví dụ như điện thoại thông minh và miếng đệm các thiết bị có kích thước decimet cầm tay, ví dụ: máy tính xách tay. Nếu một người thay đổi hình dạng của các thiết bị di động ở dạng không phẳng, thì người ta cũng có thể có các thiết bị da và các thiết bị có kích thước nhỏ. Bụi dùng để chỉ các thiết bị thu nhỏ không có giao diện HCI trực tiếp, ví dụ: hệ thống cơ điện vi mô (MEMS), từ nanomet đến micromet đến milimét. Xem thêm Bụi thông minh. Da: các loại vải dựa trên các polyme phát sáng và dẫn điện và các thiết bị máy tính hữu cơ. Chúng có thể được tạo thành các bề mặt và sản phẩm màn hình không phẳng linh hoạt hơn như quần áo và rèm cửa, xem màn hình OLED. Xem thiết bị thông minh.
Mặc dù tính di động thường được coi là   đồng nghĩa với việc có kết nối không dây, các thuật ngữ này là khác nhau. Không phải tất cả các truy cập mạng của người dùng di động, ứng dụng và thiết bị đều cần thông qua mạng không dây và ngược lại. Các thiết bị truy cập không dây có thể là tĩnh và người dùng di động có thể di chuyển giữa các điểm nóng có dây và không dây như trong các quán cà phê Internet. Một số thiết bị di động có thể được sử dụng làm thiết bị Internet di động để truy cập Internet trong khi di chuyển nhưng chúng không cần thực hiện điều này và nhiều chức năng hoặc ứng dụng điện thoại vẫn hoạt động ngay cả khi bị ngắt kết nối với Internet. Điều làm cho thiết bị di động trở nên độc đáo so với các công nghệ khác là sự linh hoạt vốn có trong phần cứng và cả phần mềm. Các ứng dụng linh hoạt bao gồm trò chuyện video, duyệt Web, hệ thống thanh toán, NFC, ghi âm,.. Khi các thiết bị di động trở nên phổ biến ở đó, sẽ có sự phát triển của các dịch vụ bao gồm việc sử dụng đám mây. Mặc dù một dạng phổ biến của thiết bị di động, điện thoại thông minh, có màn hình, một dạng khác của thiết bị máy tính thông minh thậm chí còn phổ biến hơn, thẻ thông minh, ví dụ, được sử dụng làm thẻ ngân hàng hoặc thẻ du lịch, không có màn hình. Thiết bị di động này thường có CPU và bộ nhớ nhưng cần kết nối hoặc được chèn vào đầu đọc để hiển thị dữ liệu hoặc trạng thái bên trong của nó.

## Các loại

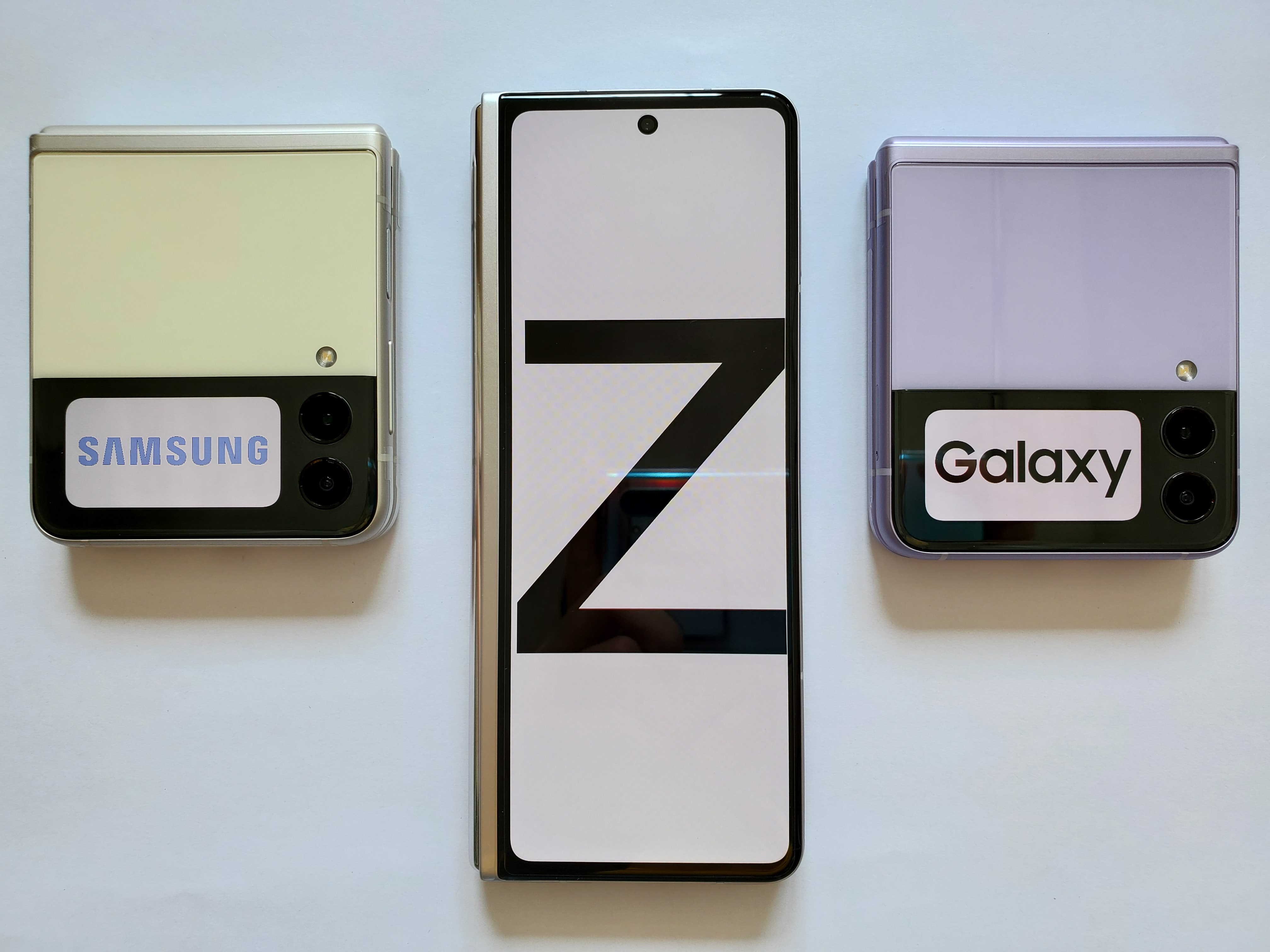
Điện thoại thông minh, thiết bị di động cầm tay

Có nhiều loại thiết bị di động, được thiết kế cho các ứng dụng khác nhau. Chúng bao gôm:
- Máy tính di động
  - Thiết bị Internet di động
  - Máy tính bảng / điện thoại thông minh
  - Máy tính xách tay
  - Máy tính đeo được 
    - Đồng hồ máy tính
    - Đồng hồ thông minh
    - Màn hình gắn trên đầu

  - Thiết bị kỹ thuật số hỗ trợ cá nhân
  - Thiết bị kỹ thuật số hỗ trợ doanh nghiệp
  - Máy tính vẽ đồ thị
  - Máy chơi game cầm tay
  - Máy nghe nhạc cầm tay
  - Máy tính bỏ túi
  - Máy tính siêu di động
  - Máy nghe nhạc kỹ thuật số
- Máy ảnh số kỹ thuật số (DSC)
- Máy quay video kỹ thuật số (DVC) hoặc máy quay kỹ thuật số
- Điện thoại phổ thông
- Máy nhắn tin
- Thiết bị định vị cá nhân (PND)
- Thẻ thông minh

## Công dụng
Thiết bị cầm tay đã trở thành được hỗ để sử dụng trong quản lý lĩnh vực điện thoại di động. Sử dụng bao gồm ghi chú số hóa, gửi và nhận hóa đơn, quản lý tài sản, ghi chữ ký, quản lý bộ phận và quét mã vạch. Năm 2009, sự phát triển trong các hệ thống cộng tác trên thiết bị di động cho phép sử dụng các thiết bị cầm tay kết hợp khả năng vẽ video, âm thanh và trên màn hình để cho phép hội nghị nhiều bên trong thời gian thực, độc lập với địa điểm. Máy tính cầm tay có sẵn trong nhiều yếu tố hình thức, bao gồm cả điện thoại thông minh ở cấp thấp, máy cầm tay PDA, Máy tính siêu di động và Máy tính bảng (Palm OS, WebOS). Người dùng có thể xem truyền hình qua Internet bằng IPTV trên một số thiết bị di động. Máy thu truyền hình di động đã tồn tại từ những năm 1960, và trong thế kỷ 21, các nhà cung cấp điện thoại di động bắt đầu cung cấp truyền hình trên điện thoại di động. Trong những năm 2010, các thiết bị di động có thể đồng bộ hóa và chia sẻ nhiều dữ liệu bất kể khoảng cách hoặc thông số kỹ thuật của các thiết bị nói trên. Trong lĩnh vực y tế, các thiết bị di động đang nhanh chóng trở thành công cụ thiết yếu để truy cập thông tin lâm sàng như thuốc, điều trị, thậm chí là tính toán y tế. Do sự phổ biến của trò chơi trên thiết bị di động, ngành công nghiệp cờ bạc bắt đầu cung cấp các trò chơi sòng bạc trên thiết bị di động, từ đó dẫn đến việc đưa các thiết bị này vào cơ quan lập pháp chống nguy hiểm như các thiết bị có khả năng được sử dụng trong cờ bạc bất hợp pháp. Các hoạt động bất hợp pháp tiềm tàng khác có thể bao gồm việc sử dụng thiết bị di động để phân phối nội dung khiêu dâm trẻ em và sử dụng các ứng dụng và phần cứng di động hợp pháp để thúc đẩy các hoạt động của nó, cũng như khả năng sử dụng thiết bị di động để thực hiện các dịch vụ xuyên biên giới, tất cả đều là dịch vụ xuyên biên giới những vấn đề cần được quy định Trong quân đội, các thiết bị di động đã tạo ra cơ hội mới cho các lực lượng vũ trang để cung cấp tài liệu đào tạo và giáo dục cho binh sĩ, bất kể họ đóng quân ở đâu.